# Mozambique en los Juegos Olímpicos de Seúl 1988
Mozambique estuvo representado en los Juegos Olímpicos de Seúl 1988 por ocho deportistas, seis hombres y dos mujeres, que compitieron en tres deportes.
El portador de la bandera en la ceremonia de apertura fue el nadador Sergio Fafitine. El equipo olímpico mozambiqueño no obtuvo ninguna medalla en estos Juegos.